# Eupithecia subfasciata
Eupithecia subfasciata là một loài bướm đêm trong họ Geometridae.